# الغرزة (الحديدة)

تعديل مصدري - تعديل

الغرزة هي إحدى قرى مديرية الزهرة، التابعة لمحافظة الحديدة اليمنية، بلغ تعداد سكانها 4881 نسمة حسب الإحصاء الذي جرى عام 2004.